# Bibija Kerla
Bibija Kerla (* 23. Oktober 1959) ist eine ehemalige jugoslawische Eisschnellläuferin.

## Werdegang
Kerla wurde achtmal jugoslawische Meisterin im Mini-Mehrkampf (1985–1992), siebenmal im Sprint-Mehrkampf (1986–1992) und einmal über 3000 m (1984). Zudem errang sie bei jugoslawischen Meisterschaften zweimal den zweiten Platz und startete international erstmals in der Saison 1983/84. Dabei belegte sie bei den Olympischen Winterspielen 1984 in Sarajevo den 36. Platz über 1000 m, jeweils den 32. Rang über 500 m und 1500 m sowie den 26. Platz über 3000 m. In den folgenden Jahren kam sie bei der Mehrkampfweltmeisterschaft 1985 in Sarajevo auf den 31. Platz, bei der Mehrkampfweltmeisterschaft 1986 in Den Haag auf den 32. Rang und bei der Mehrkampfeuropameisterschaft 1986 in Geithus auf den 26. Platz im Kleinen Vierkampf. Im Jahr 1987 nahm sie an der Mehrkampfeuropameisterschaft in Groningen teil, wobei sie nach drei von vier Läufen disqualifiziert wurde. In der Saison 1987/88 belegte sie bei der Mehrkampfeuropameisterschaft 1988 in Kongsberg den 25. Platz im Kleinen Vierkampf und bei den Olympischen Winterspielen 1988 in Calgary den 30. Platz über 500 m, den 28. Rang über 1500 m sowie den 26. Platz über 1000 m. In den folgenden Jahren bis zu ihrem Karriereende nach der Saison 1991/92 lief sie bei der Sprintweltmeisterschaft 1989 in Heerenveen auf den 28. Platz im Sprint-Mehrkampf und bei der Mehrkampfeuropameisterschaft 1990 in Heerenveen auf den 28. Rang im Kleiner Vierkampf. Zudem nahm sie in der Saison 1990/91 an sechs Läufen im Eisschnelllauf-Weltcup teil und erreichte dabei in Matsumoto mit dem 24. Platz über 500 m sowie 1000 m ihre beste Platzierung in dieser Rennserie.

## Erfolge

### Olympische Spiele
- 1984 Sarajevo: 26. Platz 3000 m, 32. Platz 500 m, 32. Platz 1500 m, 36. Platz 1000 m
- 1988 Calgary: 26. Platz 1000 m, 28. Platz 1500 m, 30. Platz 500 m

### Mehrkampf-Weltmeisterschaften
- 1985 Sarajevo: 31. Platz Kleiner Vierkampf
- 1986 Den Haag: 32. Platz Kleiner Vierkampf

### Sprint-Weltmeisterschaften
- 1989 Heerenveen: 28. Platz Sprint-Mehrkampf

### Mehrkampf-Europameisterschaften
- 1986 Geithus: 26. Platz Kleiner Vierkampf
- 1987 Groningen: DSQ Kleiner Vierkampf
- 1988 Kongsberg: 25. Platz Kleiner Vierkampf
- 1990 Heerenveen: 28. Platz Kleiner Vierkampf

## Persönliche Bestleistungen
| Disziplin | Zeit        | Datum             | Ort      |
| --------- | ----------- | ----------------- | -------- |
| 500 m     | 44,47 s     | 13. Februar 1988  | Calgary  |
| 1000 m    | 1:30,89 min | 13. Februar 1988  | Calgary  |
| 1500 m    | 2:21,69 min | 13. Februar 1988  | Calgary  |
| 3000 m    | 5:19,31 min | 20. November 1987 | Inzell   |
| 5000 m    | 9:18,24 min | 19. Januar 1986   | Sarajevo |